# (3624) Mironov
(3624) Mironov est un astéroïde de la ceinture principale.

## Description
(3624) Mironov est un astéroïde de la ceinture principale. Il fut découvert le 14 octobre 1982 à Naoutchnyï par Lioudmila Jouravliova et Lioudmila Karatchkina. Il présente une orbite caractérisée par un demi-grand axe de 2,36 UA, une excentricité de 0,12 et une inclinaison de 4,2° par rapport à l'écliptique.

## Compléments